# 24-Stunden-Rennen von Le Mans 1998

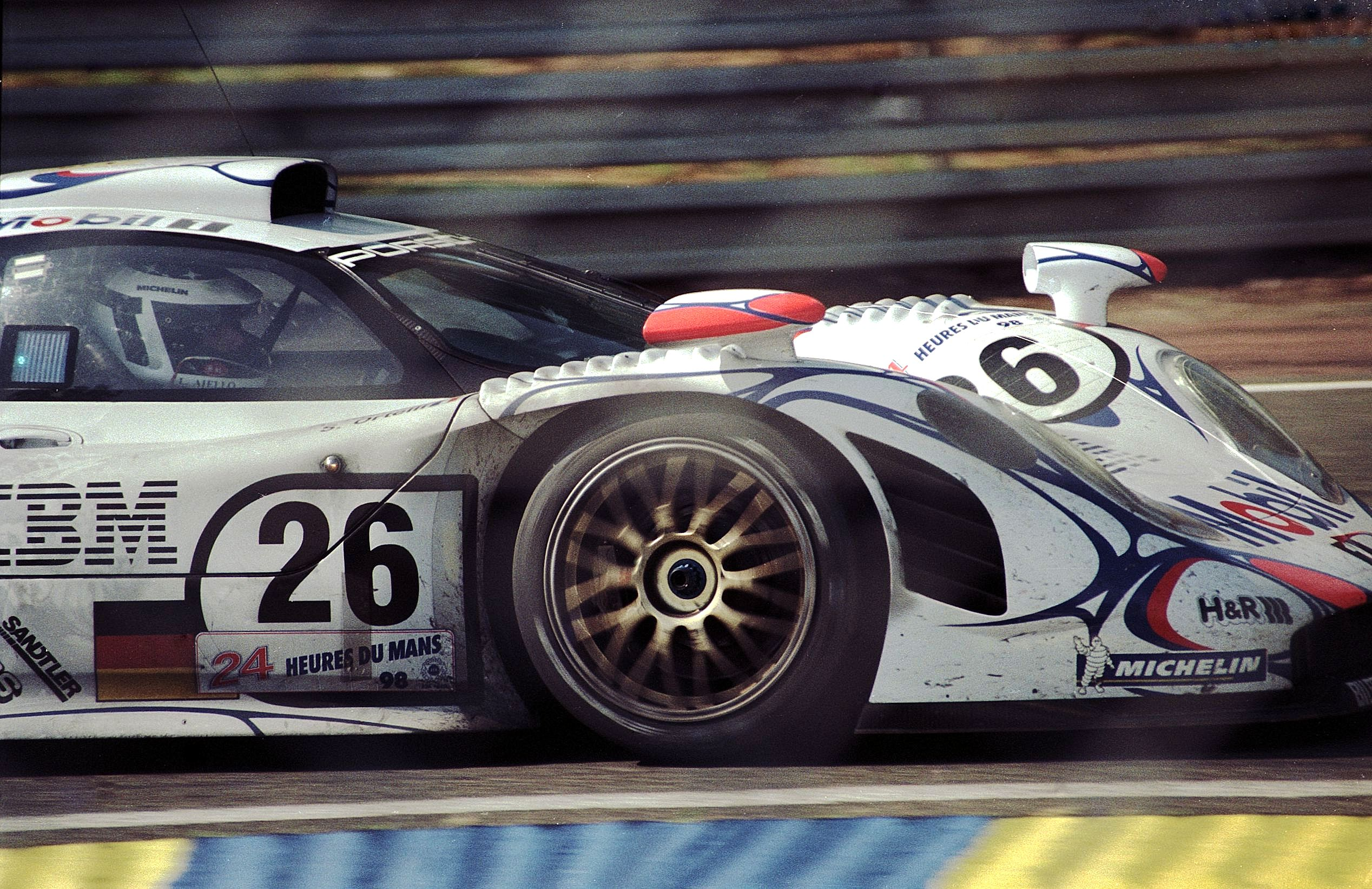
Porsche 911 GT1; Siegerwagen von Laurent Aïello, Allan McNish und Stéphane Ortelli

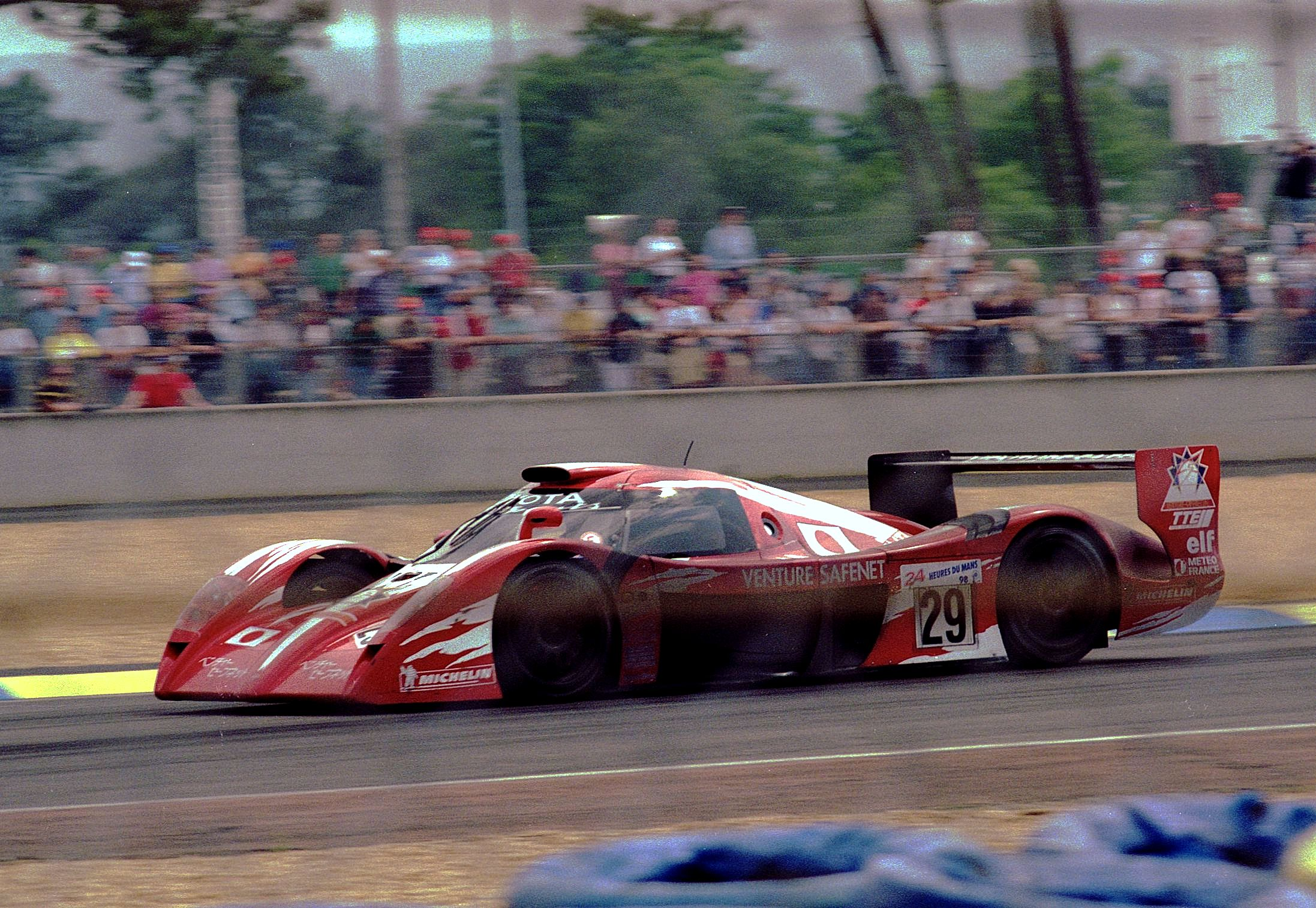
Der bis eine Stunde vor Rennende in Führung liegende Toyota GT-One von Thierry Boutsen, Ralf Kelleners und Geoff Lees

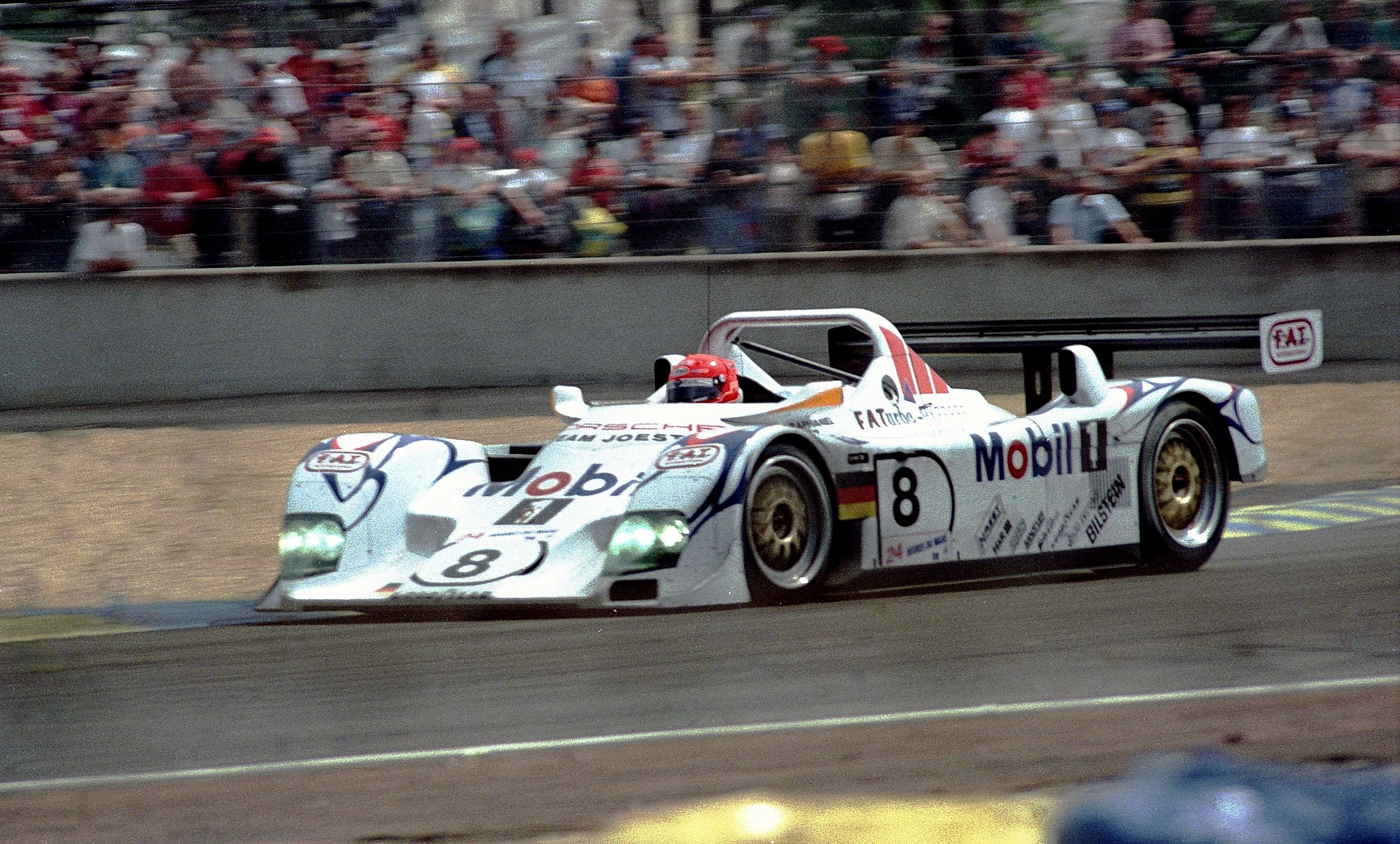
Der Porsche LMP1 mit der Startnummer 8; Ausfall nach 218 Runden durch Unfall

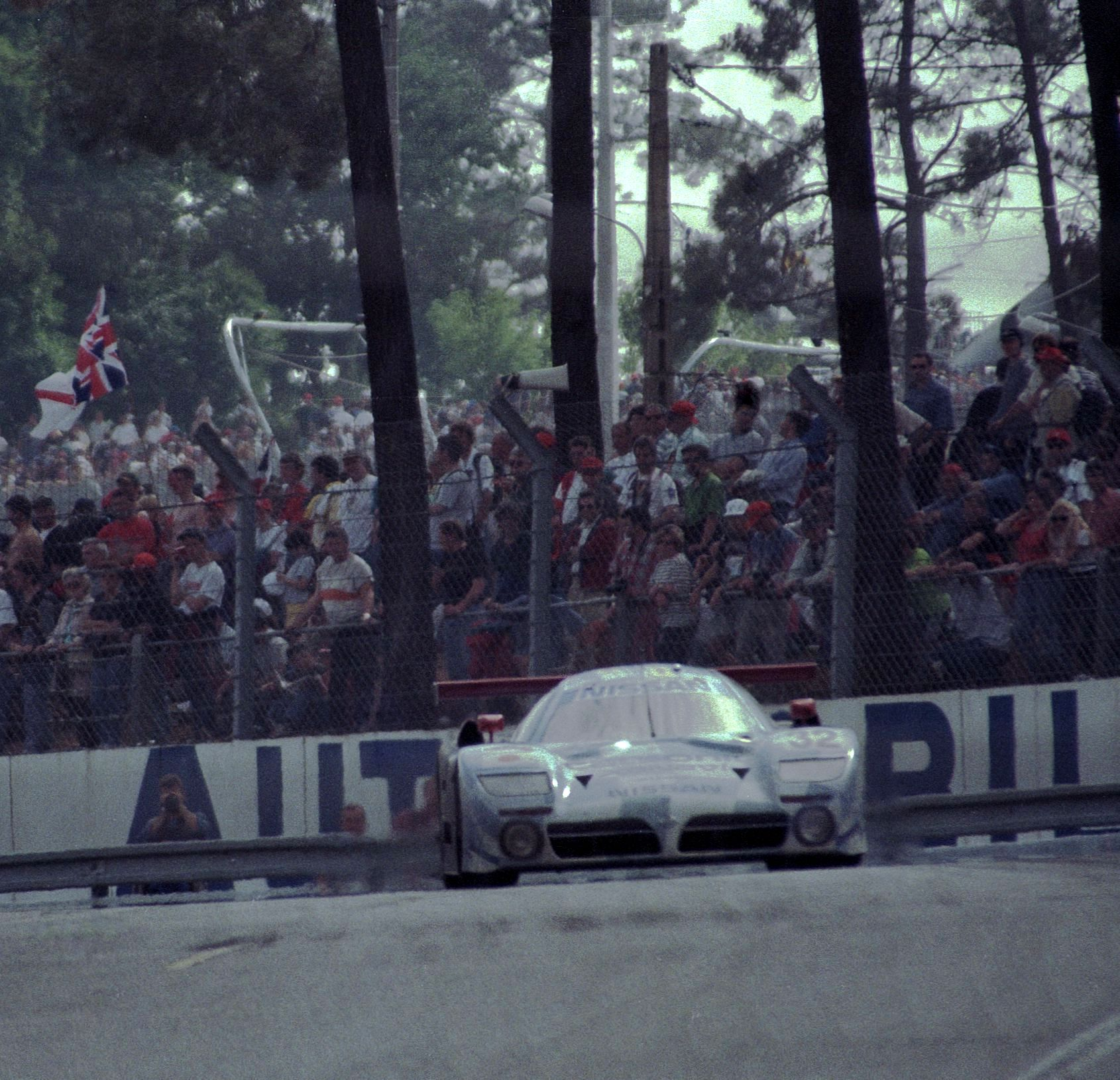
Der drittplatzierte Nissan R390 GT1 von Aguri Suzuki, Kazuyoshi Hoshino und Masahiko Kageyama

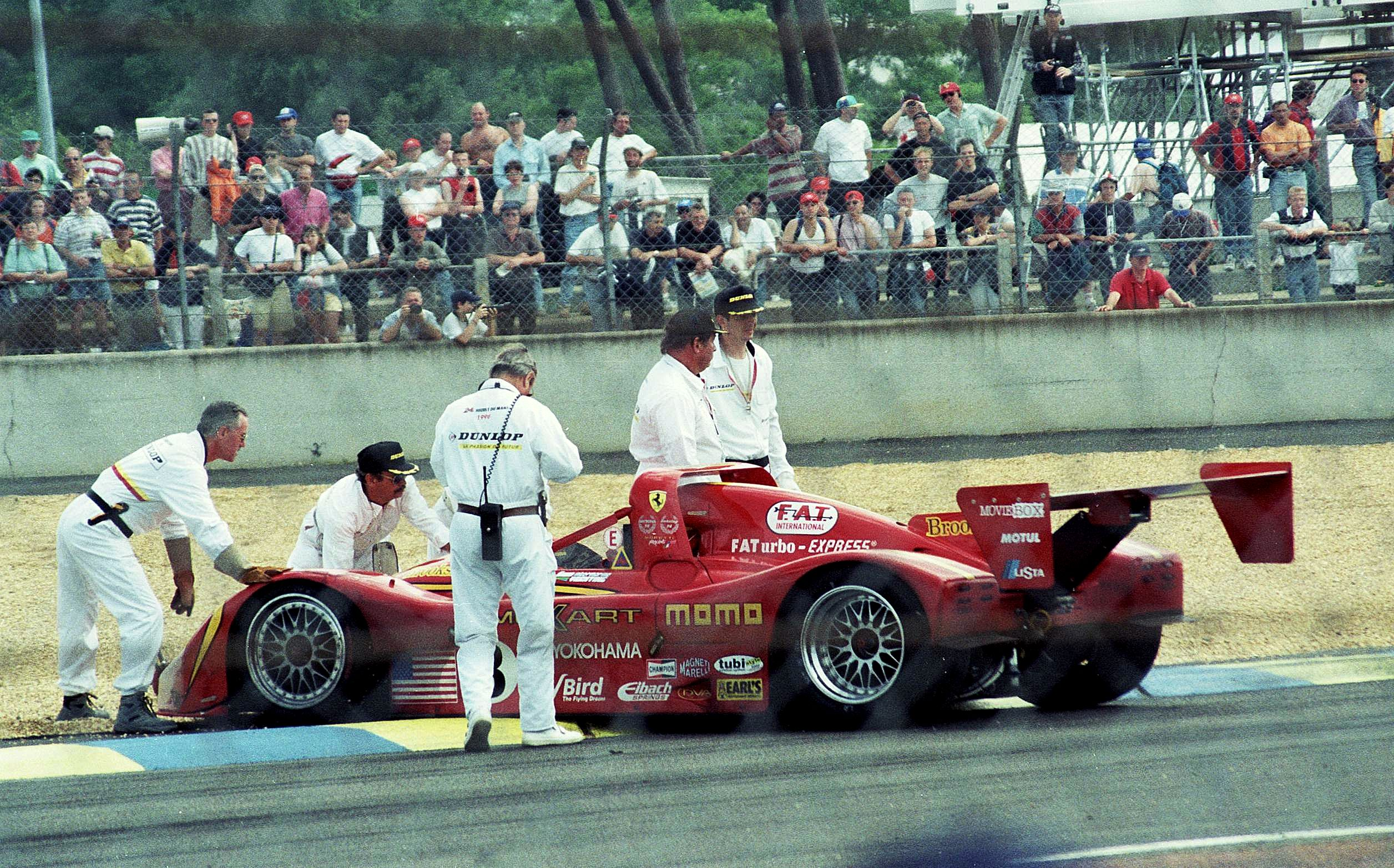
Giampiero Moretti im Ferrari 333SP bekommt Hilfe von den Streckenposten

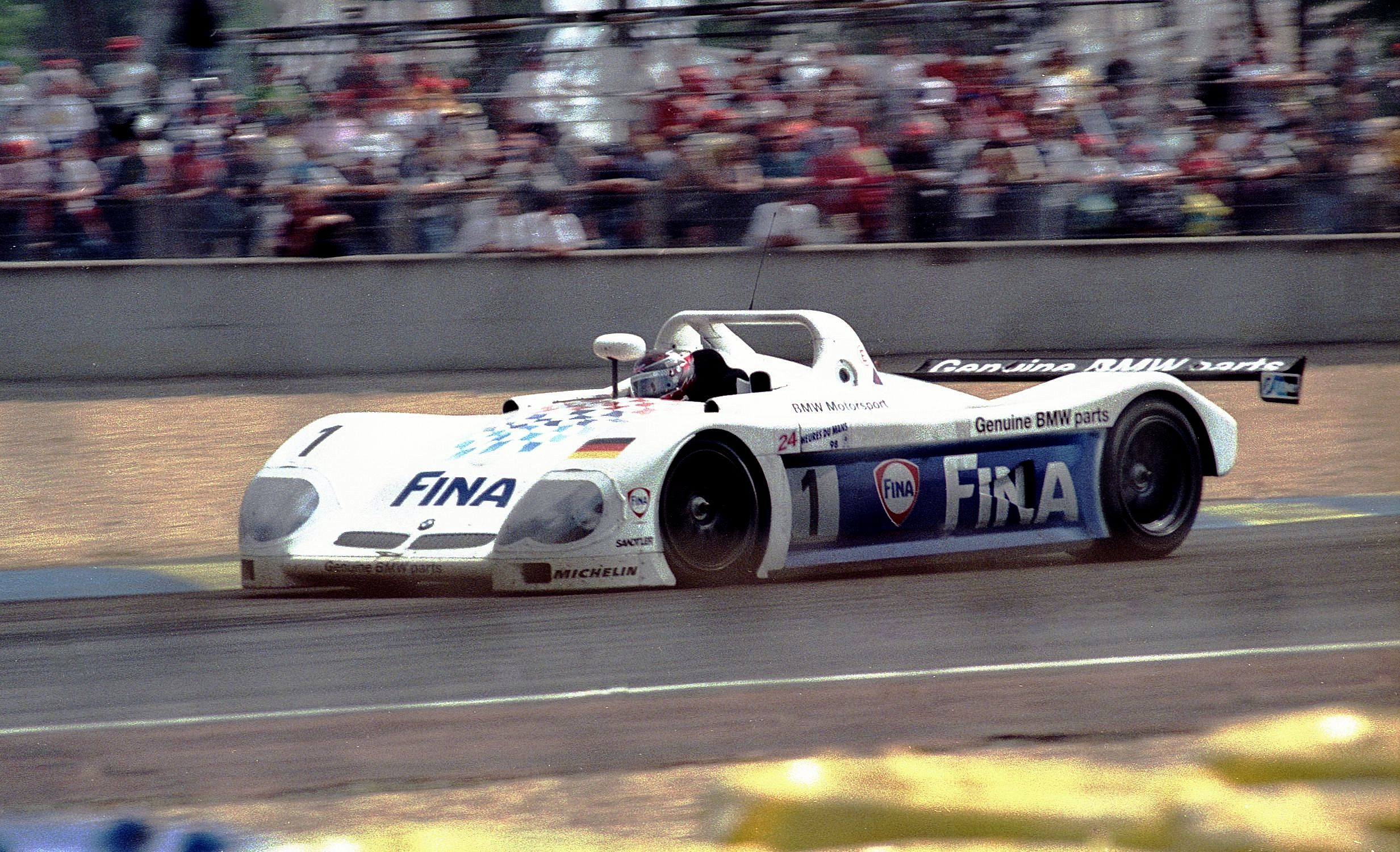
Früher Ausfall für den BMW V12 LM mit der Startnummer 1

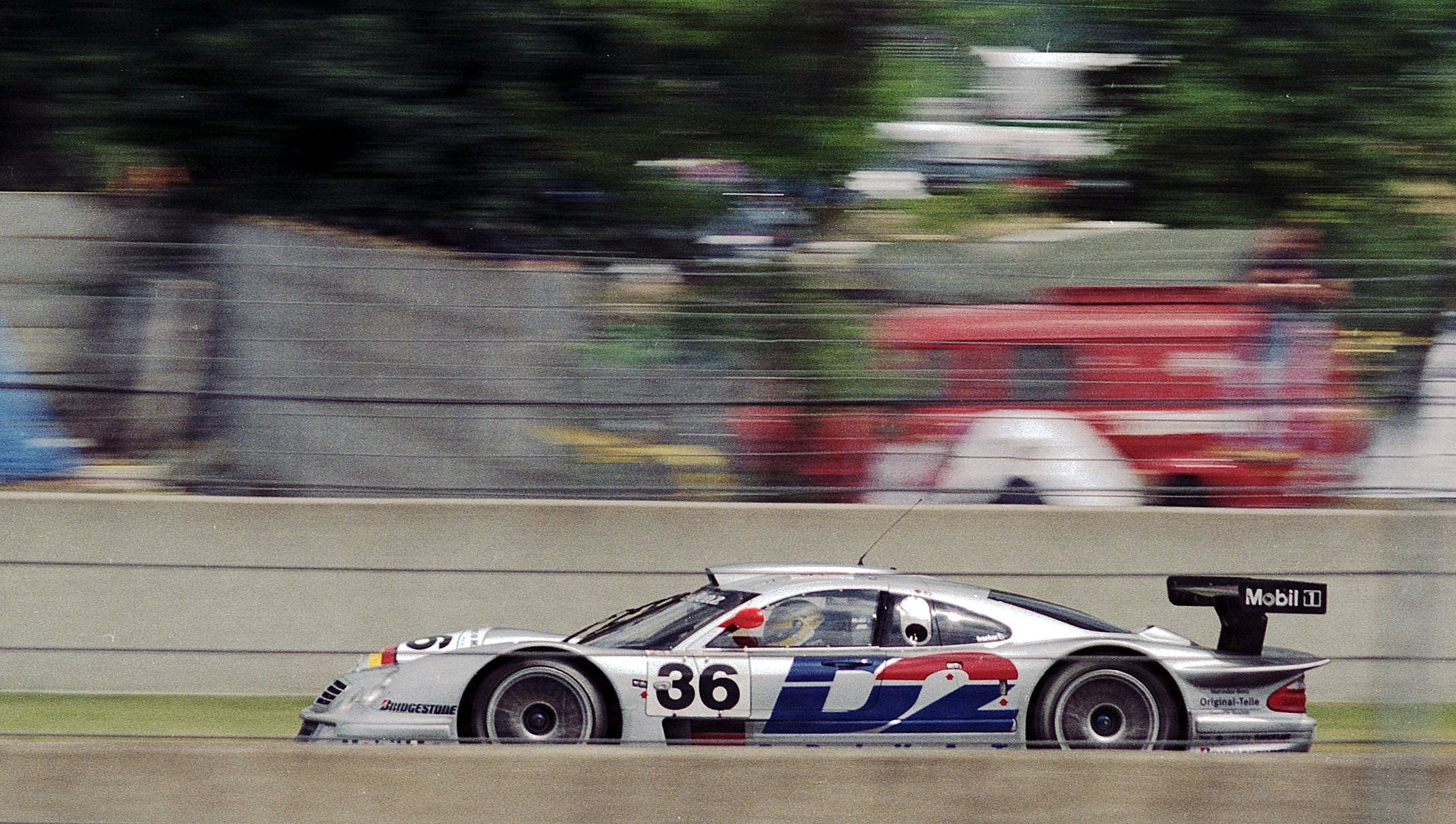
Ebenfalls früher Ausfall für den Mercedes-Benz CLK-LM mit der Startnummer 36

Das 66. 24-Stunden-Rennen von Le Mans, der 66e Grand Prix d’Endurance les 24 Heures du Mans, auch 24 Heures du Mans, Circuit de la Sarthe, Le Mans, fand vom 6. bis 7. Juni 1998 auf dem Circuit des 24 Heures statt.

## Das Rennen

### Vor dem Rennen
Im Laufe der 1990er Jahre entdeckten viele Marketing-Abteilungen großer Automobilhersteller den werblichen Wert des 24-Stunden-Rennens von Le Mans. Obwohl das Rennen auch 1998 nicht zur 1997 geschaffenen FIA-GT-Meisterschaft zählte, kamen immer mehr Werksteams nach Le Mans, das 1998 75 Jahre alt war. Porsche hatte 1996 den GT1 konzipiert und gebaut, um den Gesamtsieg 1996 und 1997 zu erringen. Beide Rennen gingen aber gegen Reinhold Joest und dessen TWR-Porsche WSC-95 verloren. 1998 kam Porsche mit einer weiteren Evolutionsstufe an die Sarthe. Der 6-Zylinder-Boxermotor leistete jetzt 550 PS, es gab eine neue strömungsgünstige Karosserie und die Scheibenbremsen erhielten innenbelüftete Carbon-Keramik-Bremsscheiben. Zu den Porsche-Werksfahrern Jörg Müller, Uwe Alzen und Bob Wollek (GT1 mit der Nummer 25) kamen Laurent Aïello, Allan McNish und Stéphane Ortelli ins Team. Aus den beiden Joest-WSC 95 wurden in Zuffenhausen zwei neue Prototypen aufgebaut, die nunmehr unter der Bezeichnung Porsche LMP1-98 abermals von Joest Racing eingesetzt wurden. Nicht zu verwechseln sind diese LMP1 mit den Porsche 919 Hybrid von 2014, die ursprünglich ebenfalls als LMP1 typisiert wurden. Neben den beiden Vorjahressiegern Stefan Johansson und Michele Alboreto verpflichtete Joest den dreifachen Le-Mans-Sieger Yannick Dalmas, dessen Landsmann Pierre-Henri Raphanel, der im Vorjahr im McLaren F1 GTR Gesamtzweiter geworden war, den britischen Sportwagenpiloten James Weaver, sowie den in Europa weithin unbekannten US-Amerikaner David Murry.
Eine weitere deutsche Meldung kam von BMW Motorsport. BMW ließ bei Williams, dem neuen Partner in der Formel 1 (dort wurde BMW 2000 wieder aktiv), ein Le-Mans-Prototypen-Chassis entwickeln. Diese Chassisentwicklung erfolgte unter BMW-Verantwortung in einer BMW gehörenden Anlage in der Nähe von Oxford. Als Motor kam im BMW V12 LM der bewährte BMW S70-6,1-Liter-V12 aus dem McLaren F1 zur Verwendung, der bereits 1995 das Gesamtklassement der 24 Stunden von Le Mans gewonnen hatte. BMW brachte zwei offene Spyder nach Le Mans, die von Hans Joachim Stuck, Steve Soper, Tom Kristensen, Pierluigi Martini, Joachim Winkelhock und Johnny Cecotto gefahren wurden.
Mercedes-AMG war in der FIA-GT-Meisterschaft mit dem Mercedes-Benz CLK GTR fast unschlagbar. In Le Mans war der CLK LM eine noch flachere Variante mit leichterem, kürzerem und verbrauchsgünstigerem V8-Motor. Mit im Team waren die beiden ehemaligen Le-Mans-Sieger Christophe Bouchut und Klaus Ludwig, sowie der später in der Formel 1 erfolgreiche Australier Mark Webber.
Die Mannschaft um Tom Walkinshaw hatte nach dem schlechten Abschneiden 1997 intensiv an der Verbesserung des Werks-Nissan R390 GT1 gearbeitet. Die Zuverlässigkeit des R390 wurde verbessert und zudem die Aerodynamik optimiert. So bekam der Wagen ein sogenanntes Longtail – zu deutsch Lang-Heck –, d. h. das Heck wurde um dreizehn Zentimeter verlängert und einen neuen, tieferen Heckflügel um den Luftwiderstand weiter zu verringern. Auch diesen Wagen gab es, wie vom Reglement vorgeschrieben, wieder als Straßenversion. In den Qualifyings konzentrierte man sich nun nur noch auf die Rennabstimmung. Im Rennen dann fehlte es gegenüber der Konkurrenz an Speed, doch die Zuverlässigkeit war kein Problem mehr, so dass alle vier eingesetzten Wagen im Formationsflug durchs Ziel fahren konnten. Sie belegten die Ränge drei, fünf, sechs und zehn.
Ein komplett neues Rennfahrzeug entwickelte Toyota bei Toyota Motorsport in Köln; den GT-One. Die Entscheidung für die Teilnahme des GT-One in Le Mans fiel nach Angaben von Toyota erst 1996. Für die Entwicklung seien nur 18 Monate Zeit geblieben. Ergebnis war ein rund 920 kg leichter Prototyp mit dem R36V genannten 8-Zylinder-V-Motor mit 3,6 Liter Hubraum und zwei Garrett-Turboladern, der als Mittelmotor vor der Hinterachse eingebaut war. Die Kraft wurde über ein von Toyota entwickeltes, unsynchronisiertes und sequentielles 6-Gang-Getriebe an die Hinterräder übertragen. Das Monocoque war als Sandwichplatte mit Wabenkern aus Aluminium und CFK-Deckhaut ausgeführt. Die Entwicklung und Ausführung der Aerodynamik-Teile wurde als Auftragsarbeit vom italienischen Rennwagenhersteller Dallara durchgeführt. Auch bei Toyota versuchte man die besten verfügbaren Sportwagenpiloten zu verpflichten. Da bei Nissan zwei von vier Fahrzeugen mit japanischen Piloten besetzt waren (unter anderem fuhr dort der frühere Formel-1-Pilot Aguri Suzuki), entschied man sich bei Toyota, auch einen der drei Prototypen Japanern anzuvertrauen: Ukyō Katayama, Toshio Suzuki und Keiichi Tsuchiya pilotierten den Wagen mit der Startnummer 27. Die weitere Wahl von Toyota-Teamchef Ove Andersson fiel auf Thierry Boutsen, Ralf Kelleners, Geoff Lees, Martin Brundle, Emmanuel Collard und Éric Hélary.
Unbeachtet von der Fachpresse und unbemerkt vom Publikum bereitete ein weiterer Hersteller seinen Einstieg in Le Mans vor: Audi. Seit 1997 lief dort ein Le-Mans-Prototypen-Programm. Als Vorbereitung auf den geplanten ersten Einsatz 1999 hatte sich der Audi-Motorsportchef Wolfgang Ulrich mit Ingenieuren, Mechanikern und den beiden Piloten Emanuele Pirro und Rinaldo Capello im Team von Thomas Bscher eingekauft, um Abläufe und Logistik kennenzulernen.
Neben den großen Werksmannschaften kamen auch viele starke Privatteams nach Le Mans. Yves Courage mit seinen LMP1-Prototypen, Kremer Racing mit dem K8 Spyder, Panoz und Teams, die weiterhin auf den McLaren F1 GTR oder den Ferrari 333SP setzten. In der GT2-Klasse waren die ORECA-Chrysler Viper GTS-R die klaren Favoriten.
Alles in allem war das Starterfeld von 1998 eines der Besten in der langen Geschichte des Rennens.

### Der Rennverlauf
Im Qualifikationstraining erzielte Bernd Schneider im Mercedes mit einer Zeit von 3:35.544 Minuten die schnellste Zeit, die einem Schnitt von 227,230 km/h entsprach. Schneider führte das Rennen auch zu Beginn an, aber sowohl für die Mercedes-Mannschaft, als auch für BMW endete dieses Langstreckenrennen schon früh mit einer großen Enttäuschung. Alle vier Wagen waren vor dem Ende der vierten Rennstunde ausgefallen. Während beide CLK-LM-Mercedes mit Motorschäden ausfielen, hatten die BMW Probleme mit den Radlagern, die auch diese beiden Wagen zur Aufgabe zwangen.
Zu diesem frühen Zeitpunkt lag der Toyota von Brundle/Collard/Hélary deutlich und ungefährdet an der Spitze. Dieser Wagen hatte aber bald Probleme, erst hatte Hélary einen Dreher, der den Wagen leicht beschädigte und eine Reparatur zur Folge hatte. Aufgrund eines Getriebewechsels fiel das Fahrzeug aus den Top Ten. Der endgültige Ausfall folgte nach einem Unfall von Martin Brundle während eines kurzen Regenschauers.
Auch der bis vor Mitternacht führende Toyota von Boutsen/Kelleners/Lees bekam Probleme mit dem Getriebe, das in der Nacht getauscht werden musste. Die Toyota-Mechaniker schafften diesen Tausch in zehn Minuten. Nicht die schnellsten Wagen auf der Strecke, aber bis in die Morgenstunden problemlos laufend, lagen nunmehr die Werks-Porsche mit einer Runde Abstand an der obersten Stelle des Klassements. Dann begannen auch bei Porsche technische Schwierigkeiten. Allan McNish kam mit einem überhitzten Motor an die Box und konnte kurzfristig nicht weiterfahren. Eine halbe Stunde verlor der Wagen, ehe das Aggregat wieder betriebsbereit war. Jörg Müller beschädigte bei einem Ausrutscher den Unterboden, der langwierig repariert werden musste. Damit lag der Boutsen/Lees/Kelleners-Toyota mit drei Runden Vorsprung auf dem ersten Platz. Auch ein weiterer Getriebewechsel hinderte das Team nicht an der Führung. Aber auch dieses Getriebe ging im Toyota zu Bruch, und knapp eine Stunde vor Rennende blieb der Wagen in Arnage stehen und konnte nicht mehr zum Fahren gebracht werden.
Der Weg war frei für einen Porsche-Doppelsieg, der 16. Erfolg der deutschen Marke in Le Mans.

## Ergebnisse

### Piloten nach Nationen
| 46 Franzosen     | 15 Briten   | 15 Deutsche    | 12 Italiener   | 11 Japaner     |
| 10 US-Amerikaner | 7 Belgier   | 5 Portugiesen  | 3 Australier   | 3 Niederländer |
| 3 Schweden       | 2 Dänen     | 2 Österreicher | 1 Brasilianer  | 1 Monegasse    |
| 1 Kanadier       | 1 Schweizer | 1 Spanier      | 1 Südafrikaner | 1 Venezolaner  |

### Schlussklassement
| Pos.            | Klasse | Nr. | Team                         | Fahrer                                                    | Chassis               | Motor                              | Reifen | Runden |
| --------------- | ------ | --- | ---------------------------- | --------------------------------------------------------- | --------------------- | ---------------------------------- | ------ | ------ |
| 1               | GT1    | 26  | Porsche AG                   | Laurent Aïello Allan McNish Stéphane Ortelli              | Porsche 911 GT1       | Porsche 3.2L Turbo Flat-6          | M      | 351    |
| 2               | GT1    | 25  | Porsche AG                   | Jörg Müller Uwe Alzen Bob Wollek                          | Porsche 911 GT1       | Porsche 3.2L Turbo Flat-6          | M      | 350    |
| 3               | GT1    | 32  | Nissan Motorsports           | Aguri Suzuki Kazuyoshi Hoshino Masahiko Kageyama          | Nissan R390 GT1       | Nissan VRH35L 3.5L Turbo V8        | B      | 347    |
| 4               | GT1    | 40  | Gulf Team Davidoff           | Steve O’Rourke Tim Sugden Bill Auberlen                   | McLaren F1 GTR        | BMW S70 6.0L V12                   | P      | 343    |
| 5               | GT1    | 30  | Nissan Motorsports           | John Nielsen Michael Krumm Franck Lagorce                 | Nissan R390 GT1       | Nissan VRH35L 3.5L Turbo V8        | B      | 342    |
| 6               | GT1    | 31  | Nissan Motorsports           | Jan Lammers Érik Comas Andrea Montermini                  | Nissan R390 GT1       | Nissan VRH35L 3.5L Turbo V8        | B      | 342    |
| 7               | GT1    | 45  | Panoz Motorsports Inc.       | David Brabham Andy Wallace Jamie Davies                   | Panoz Esperante GTR-1 | Ford Roush 6.0L V8                 | M      | 335    |
| 8               | LMP1   | 12  | Doyle-Risi Racing            | Wayne Taylor Eric van de Poele Fermín Vélez               | Ferrari 333SP         | Ferrari F310E 4.0L V12             | P      | 332    |
| 9               | GT1    | 27  | Toyota Motorsports           | Ukyō Katayama Toshio Suzuki Keiichi Tsuchiya              | Toyota GT-One         | Toyota R36V 3.6L Turbo V8          | M      | 326    |
| 10              | GT1    | 33  | Nissan Motorsports           | Satoshi Motoyama Takuya Kurosawa Masami Kageyama          | Nissan R390 GT1       | Nissan VRH35L 3.5L Turbo V8        | B      | 319    |
| 11              | GT2    | 53  | Viper Team Oreca             | Justin Bell David Donohue Luca Drudi                      | Chrysler Viper GTS-R  | Chrysler 8.0L V10                  | M      | 317    |
| 12              | LMP1   | 16  | Kremer Racing                | Riccardo Agusta Almo Coppelli Xavier Pompidou             | Kremer K8 Spyder      | Porsche Type-935 3.2L Turbo Flat-6 | G      | 314    |
| 13              | GT2    | 51  | Viper Team Oreca             | Olivier Beretta Pedro Lamy Tommy Archer                   | Chrysler Viper GTS-R  | Chrysler 8.0L V10                  | M      | 312    |
| 14              | LMP1   | 3   | Moretti Racing Inc.          | Giampiero Moretti Mauro Baldi Didier Theys                | Ferrari 333SP         | Ferrari F310E 4.0L V12             | Y      | 311    |
| 15              | LMP1   | 15  | Courage Compétition          | Henri Pescarolo Olivier Grouillard Franck Montagny        | Courage C36           | Porsche Type-935 3.0L Turbo Flat-6 | M      | 304    |
| 16              | LMP1   | 24  | Courage Compétition          | Yōjirō Terada Franck Fréon Olivier Thévenin               | Courage C41           | Porsche Type-935 3.0L Turbo Flat-6 | M      | 300    |
| 17              | GT2    | 64  | Roock Racing                 | Claudia Hürtgen Michel Ligonnet Robert Nearn              | Porsche 911 GT2       | Porsche 3.8L Turbo Flat-6          | Y      | 285    |
| 18              | GT2    | 69  | Michel Nourry                | Michel Nourry Thierry Perrier Jean-Louis Ricci            | Porsche 911 GT2       | Porsche 3.6L Turbo Flat-6          | G      | 276    |
| 19              | GT2    | 56  | Chamberlain Engineering      | Gary Ayles Matt Turner Hans Hugenholtz Junior             | Chrysler Viper GTS-R  | Chrysler 8.0L V10                  | D      | 270    |
| 20              | GT2    | 68  | Elf Haberthur Racing         | Éric Graham Hervé Poulain Jean-Luc Maury-Laribière        | Porsche 911 GT2       | Porsche 3.6L Turbo Flat-6          | D      | 268    |
| 21              | GT2    | 55  | Chamberlain Engineering      | Ni Amorim Gonçalo Gomes Manuel Mello-Breyner              | Chrysler Viper GTS-R  | Chrysler 8.0L V10                  | D      | 264    |
| 22              | GT2    | 65  | Roock Racing                 | Robert Schirle André Ahrlé David Warnock                  | Porsche 911 GT2       | Porsche 3.6L Turbo Flat-6          | Y      | 247    |
| 23              | GT2    | 72  | Larbre Compétition           | Patrice Goueslard Jean-Luc Chéreau Pierre Yver            | Porsche 911 GT2       | Porsche 3.6L Turbo Flat-6          | M      | 240    |
| Ausgefallen     |        |     |                              |                                                           |                       |                                    |        |        |
| 24              | GT1    | 29  | Toyota Motorsport            | Thierry Boutsen Ralf Kelleners Geoff Lees                 | Toyota GT-One         | Toyota R36V 3.6L Turbo V8          | M      | 330    |
| 25              | GT2    | 71  | Estoril Racing Communication | Michel Maisonneuve Manuel Monteiro Michel Monteiro        | Porsche 911 GT2       | Porsche 3.6L Turbo Flat-6          | P      | 277    |
| 26              | GT1    | 44  | Panoz Motorsports Inc.       | Éric Bernard Christophe Tinseau Johnny O’Connell          | Panoz Esperante GTR-1 | Ford Roush 6.0L V8                 | M      | 236    |
| 27              | LMP1   | 13  | Courage Compétition          | Didier Cottaz Marc Goossens Jean-Philippe Belloc          | Courage C51           | Nissan VRH35Z 3.0L Turbo V8        | M      | 232    |
| 28              | GT1    | 41  | Gulf Team Davidoff           | Thomas Bscher Emanuele Pirro Rinaldo Capello              | McLaren F1 GTR        | BMW S70 6.0L V12                   | G      | 228    |
| 29              | LMP1   | 8   | Joest Racing                 | Pierre-Henri Raphanel David Murry James Weaver            | Porsche LMP1-98       | Porsche Type-935 3.2L Turbo Flat-6 | M      | 218    |
| 30              | LMP1   | 10  | Pilot Racing                 | Michel Ferté Pascal Fabre François Migault                | Ferrari 333SP         | Ferrari F310E 4.0L V12             |        | 203    |
| 31              | GT2    | 67  | Elf Haberthur Racing         | Michel Neugarten Jean-Claude Lagniez David Smadja         | Porsche 911 GT2       | Porsche 3.6L Turbo Flat-6          | D      | 198    |
| 32              | GT1    | 28  | Toyota Motorsports           | Martin Brundle Emmanuel Collard Éric Hélary               | Toyota GT-One         | Toyota R36V 3.6L Turbo V8          | M      | 191    |
| 33              | LMP1   | 5   | Jabouille-Bouresche Racing   | Vincenzo Sospiri Jean-Christophe Boullion Jérôme Policand | Ferrari 333SP         | Ferrari F310E 4.0L V12             | M      | 187    |
| 34              | GT2    | 60  | Larbre Compétition           | Jean-Pierre Jarier Carl Rosenblad Robin Donovan           | Porsche 911 GT2       | Porsche 3.6L Turbo Flat-6          | M      | 164    |
| 35              | GT2    | 62  | CJ Motorsport                | John Morton John Graham Harald Grohs                      | Porsche 911 GT2       | Porsche 3.6L Turbo Flat-6          | G      | 164    |
| 36              | LMP1   | 21  | Solution F                   | Philippe Gache Wayne Gardner Didier de Radiguès           | Riley & Scott Mk III  | Ford 5.1L V8                       | P      | 155    |
| 37              | LMP1   | 14  | Courage Compétition          | Fredrik Ekblom Patrice Gay Takeshi Tsuchiya               | Courage C51           | Nissan VRH35Z 3.5L Turbo V8        | M      | 126    |
| 38              | LMP1   | 7   | Joest Racing                 | Michele Alboreto Stefan Johansson Yannick Dalmas          | Porsche LMP1-98       | Porsche Type-935 3.2L Turbo Flat-6 | M      | 107    |
| 39              | LMP2   | 22  | Didier Bonnet                | Lionel Robert Edouard Sezionale Pierre Bruneau            | Debora LMP2           | BMW S50 3.2L I6                    | M      | 106    |
| 40              | GT2    | 61  | Krauss Race Sports Intl.     | Bernhard Müller Michael Trunk Ernst Palmberger            | Porsche 911 GT2       | Porsche 3.6L Turbo Flat-6          | D      | 71     |
| 41              | LMP1   | 1   | Team BMW Motorsport          | Hans Joachim Stuck Steve Soper Tom Kristensen             | BMW V12 LM            | BMW S70 6.0L V12                   | M      | 60     |
| 42              | LMP1   | 2   | Team BMW Motorsport          | Pierluigi Martini Joachim Winkelhock Johnny Cecotto       | BMW V12 LM            | BMW S70 6.0L V12                   | M      | 43     |
| 43              | GT1    | 36  | AMG-Mercedes                 | Jean-Marc Gounon Ricardo Zonta Christophe Bouchut         | Mercedes-Benz CLK-LM  | Mercedes-Benz M119 5.0L V8         | B      | 31     |
| 44              | GT2    | 50  | Viper Team Oreca             | Karl Wendlinger Marc Duez Patrick Huisman                 | Chrysler Viper GTS-R  | Chrysler 8.0L V10                  | M      | 28     |
| 45              | GT2    | 70  | Konrad Motorsport            | Franz Konrad Larry Schumacher Nick Ham                    | Porsche 911 GT2       | Porsche 3.6L Turbo Flat-6          | D      | 24     |
| 46              | GT1    | 35  | AMG-Mercedes                 | Bernd Schneider Mark Webber Klaus Ludwig                  | Mercedes-Benz CLK-LM  | Mercedes-Benz M119 5.0L V8         | B      | 19     |
| 47              | GT2    | 73  | Konrad Motorsport            | Toni Seiler Peter Kitchak Angelo Zadra                    | Porsche 911 GT2       | Porsche 3.6L Turbo Flat-6          | D      | 2      |
| Nicht gestartet |        |     |                              |                                                           |                       |                                    |        |        |
| 48              | GT1    | 37  | Newcastle United             | Julian Bailey Tiff Needell Anthony Reid                   | Lister Storm GTL      | Jaguar 7.0L V12                    |        | 1      |
| 49              | GT1    | 46  | Panoz Motorsports Inc.       | James Weaver Perry McCarthy                               | Panoz Esperante GTR-1 | Ford Roush 6.0L V8                 |        |        |
| 50              | GT2    | 52  | Societé Viper Team Oreca     | Olivier Beretta Karl Wendlinger Luca Drudi                | Chrysler Viper GTS-R  | Chrysler 8.0L V10                  |        | 3      |
| 51              | GT2    | 54  | Orion Motorsport             | Richard Dean Julian Westwood Michael Vergers Kurt Luby    | Chrysler Viper GTS-R  | Chrysler 8.0L V10                  |        | 4      |
| 52              | GT2    | 58  | R. J. Racing                 | Patrick Gonin Benjamin Roy                                | Helem                 | Renault PRV 3.0L Turbo V6          |        | 5      |

1Technische Abnahme nicht bestanden
2zurückgezogen
3zurückgezogen
4Technische Abnahme nicht bestanden
5Technische Abnahme nicht bestanden

### Nur in der Meldeliste
Hier finden sich Teams, Fahrer und Fahrzeuge die ursprünglich für das Rennen gemeldet waren, aber aus den unterschiedlichsten Gründen daran nicht teilnahmen.
| Pos. | Klasse | Nr. | Team                        | Fahrer                                                                                          | Chassis                | Motor                              | Reifen |
| ---- | ------ | --- | --------------------------- | ----------------------------------------------------------------------------------------------- | ---------------------- | ---------------------------------- | ------ |
| 53   | LMP1   | 17  | Kremer Racing               | Enrico Bertaggia Tomás Saldaña Alfonso de Orleans-Bourbon                                       | Kremer K8 Spyder       | Porsche Type-935 3.2L Turbo Flat-6 |        |
| 54   | LMP1   | 18  | Konrad Motorsport           | Franz Konrad                                                                                    | Kremer K8 Spyder       | Porsche Type-935 3.2L Turbo Flat-6 |        |
| 55   | LMP1   | 19  | Gerard Welter               | Jean-Bernard Bouvet Xavier Pompidou Marc Rostan                                                 | WR LMP98               | Peugeot PRV 2.0L Turbo V6          |        |
| 56   | LMP1   | 20  | Jean-Luc Sonnier Idee Verte | Pierre Bruneau Dominique Lacaud                                                                 | WR LMP98               | Peugeot PRV 2.0L Turbo V6          |        |
| 57   | GT1    | 38  | Zakspeed Racing             | Michael Bartels Armin Hahne Pierre-Henri Raphanel                                               | Porsche 911 GT1        | Porsche 3.2L Turbo Flat-6          |        |
| 58   | GT1    | 39  | Zakspeed Racing             | Alexander Grau Jean-Denis Delétraz Fabien Giroix                                                | Porsche 911 GT1        | Porsche 3.2L Turbo Flat-6          |        |
| 59   | GT1    | 48  | Societé Larbre Competition  | Jean-Pierre Jarier Patrice Goueslard Robin Donovan Pedro Lamy Christophe Bouchut Carl Rosenblad | Porsche 911 GT1 Evo-97 | Porsche 3.2L Turbo Flat-6          |        |
| 60   | GT2    | 63  | Gerard MacQuillan           | Thomas Erdos Gérard MacQuillan Richard Jones                                                    | Porsche 911 GT2        | Porsche 3.8L Turbo Flat-6          |        |
| 61   | GT2    | 66  | Roock Racing Motorsport     | John Robinson Hugh Price Sascha Maassen                                                         | Porsche 911 GT2        | Porsche 3.8L Turbo Flat-6          |        |
| 62   | LMP1   | 4   | La Filiere Elf              | Gianluca Giraudi                                                                                | Ferrari 333SP          | Ferrari F310E 4.0L V12             |        |
| 63   | LMP1   | 6   | GTC Motorsport              | Ray Bellm                                                                                       | Ferrari 333SP          | Ferrari F310E 4.0L V12             |        |
| 64   | LMP1   | 9   | Pilot Racing                | Derek Bell Michel Ferté                                                                         | Ferrari 333SP          | Ferrari F310E 4.0L V12             |        |
| 65   | LMP1   | 11  | Ecurie Biennoise            | Enzo Calderari Lilian Bryner                                                                    | Ferrari 333SP          | Ferrari F310E 4.0L V12             |        |
| 66   | LMP1   | 23  | Sarta Project Lukoil        | François Migault                                                                                | Sarta 624              | Renault PRV 3.0L Turbo V6          |        |
| 67   | GT1    | 34  | Nissan Motorsports          | Masami Kageyama Masahiko Kageyama Satoshi Motoyama                                              | Nissan R390 GT1        | Nissan VRH35L 3.5L Turbo V8        |        |
| 68   | GT1    | 42  | Parabolica Motorsport       | Chris Goodwin Gary Ayles                                                                        | McLaren F1 GTR LM      | BMW S70 6.0L V12                   |        |
| 69   | GT1    | 43  | Parabolica Motorsport       |                                                                                                 | McLaren F1 GTR LM      | BMW S70 6.0L V12                   |        |
| 70   | GT1    | 47  | Millenium Motorsport        | Dino Morelli David Goode Carl Rosenblad                                                         | Porsche 911 GT1-97     | Porsche 3.2L Turbo Flat-6          |        |
| 71   | GT2    | 57  | R.J. Racing                 | Benjamin Roy                                                                                    | Helem                  | Renault PRV 3.0L Turbo V6          |        |
| 72   | GT2    | 59  | Pilbeam Racing Designs Ltd. | Andrew Bramley Chris Goodwin                                                                    | Lotus Esprit Turbo V8  | Lotus 3.5L Turbo V8                |        |
| 73   | GT2    | 74  | Cirtek Motorsport           | Robin Schirle David Warnock Michel Ligonnet Steve Saleen Carlos Palau                           | Saleen Mustang         | Ford 6.0L V8                       |        |
| 74   | GT2    | 75  | Cirtek Motorsport           | Robin Schirle David Warnock Michel Ligonnet Christian Vann                                      | Saleen Mustang         | Ford 6.0L V8                       |        |
| 75   | GT1    |     | Porsche AG                  | Marc Basseng Dirk Müller Vincenzo Sospiri                                                       | Porsche 911 GT1        | Porsche 3.2L Turbo Flat-6          |        |
| 76   | GT1    |     | Newcastle United            | Thomas Erdos Anthony Reid                                                                       | Lister Storm GTL       | Jaguar 7.0L V12                    |        |
| 77   | LMP1   |     | Sarta Project Lukoil        | Patrick Gonin                                                                                   | Sarta 624              | Renault PRV 3.0L Turbo V6          |        |
| 78   | LMP1   |     | Dyson Racing                | Rob Dyson James Weaver Butch Leitzinger                                                         | Riley & Scott Mk III   | Ford 5.1L V8                       |        |

### Klassensieger
| Klasse | Fahrer         | Fahrer            | Fahrer           | Fahrzeug             | Platzierung im Gesamtklassement |
| ------ | -------------- | ----------------- | ---------------- | -------------------- | ------------------------------- |
| LMP1   | Wayne Taylor   | Eric van de Poele | Fermín Vélez     | Ferrari 333SP        | Rang 8                          |
| GT1    | Laurent Aïello | Allan McNish      | Stéphane Ortelli | Porsche 911 GT1      | Gesamtsieg                      |
| GT2    | Justin Bell    | David Donohue     | Luca Drudi       | Chrysler Viper GTS-R | Rang 11                         |

### Renndaten
- Gemeldet: 78
- Gestartet: 47
- Gewertet: 22
- Rennklassen: 3
- Zuschauer: 185.000
- Ehrenstarter des Rennens: unbekannt
- Wetter am Rennwochenende: warm, Regenschauer in der Nacht
- Streckenlänge: 13,605 km
- Fahrzeit des Siegerteams: 23:57:32.972 Stunden
- Runden des Siegerteams: 351
- Distanz des Siegerteams: 4773,184 km
- Siegerschnitt: 199,324 km/h
- Pole Position: Bernd Schneider – Mercedes-Benz CLK-LM (#35) – 3:35,544 = 227,230 km/h
- Schnellste Rennrunde: Martin Brundle – Toyota GT-One (#28) – 3:41,809 = 220,812 km/h
- Rennserie: zählte zu keiner Rennserie